# Anatolij Bogdanov (calciatore)
Anatolij Valentinovič Bogdanov (in russo Анатолий Валентинович Богданов?, in kazako Анатолий Валентинович Богданов?, Anatolïý Valentïnovïç Bogdanov; Leningrado, 7 agosto 1981) è un ex calciatore russo naturalizzato kazako, di ruolo centrocampista.